# موشنا (استان اوپوله)
موشنا (به لاتین: Moszna) یک روستا در لهستان است که در گمینا ستژلچکی واقع شده‌است.